# Ranui Ngarimu

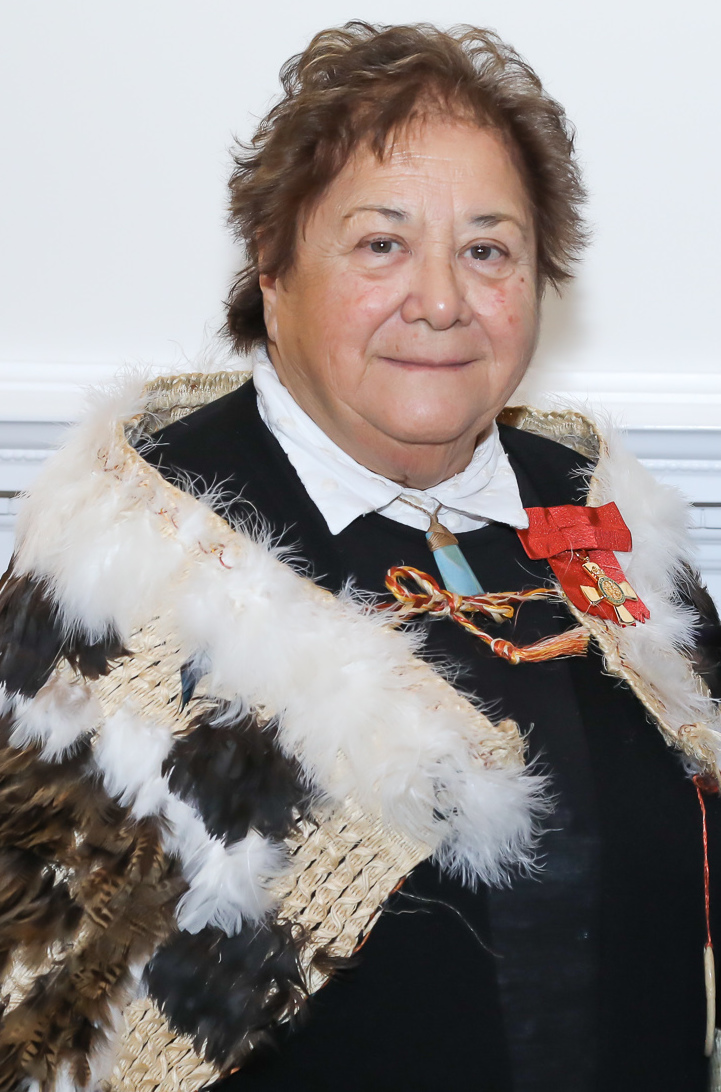
Rānui Ngārimu

Rānui Ngārimu ONZM (* 1946 in Christchurch, Neuseeland) ist eine neuseeländische Weberin und Autorin. Sie ist bekannt für ihren Beitrag zur Weberei, insbesondere als ehemalige Vorsitzende und langjähriges Mitglied des neuseeländischen Māori-Weberkollektivs Te Roopu Raranga Whatu o Aotearoa (TRRWOA). Sie ist spezialisiert auf Reparatur, Restaurierung und Nachbildung traditioneller Māori-Kleidungsstücke, widmet sich aber darüber hinaus auch der Förderung der maorischen Sprache und des maorischen Tanzes.

## Leben und Werk

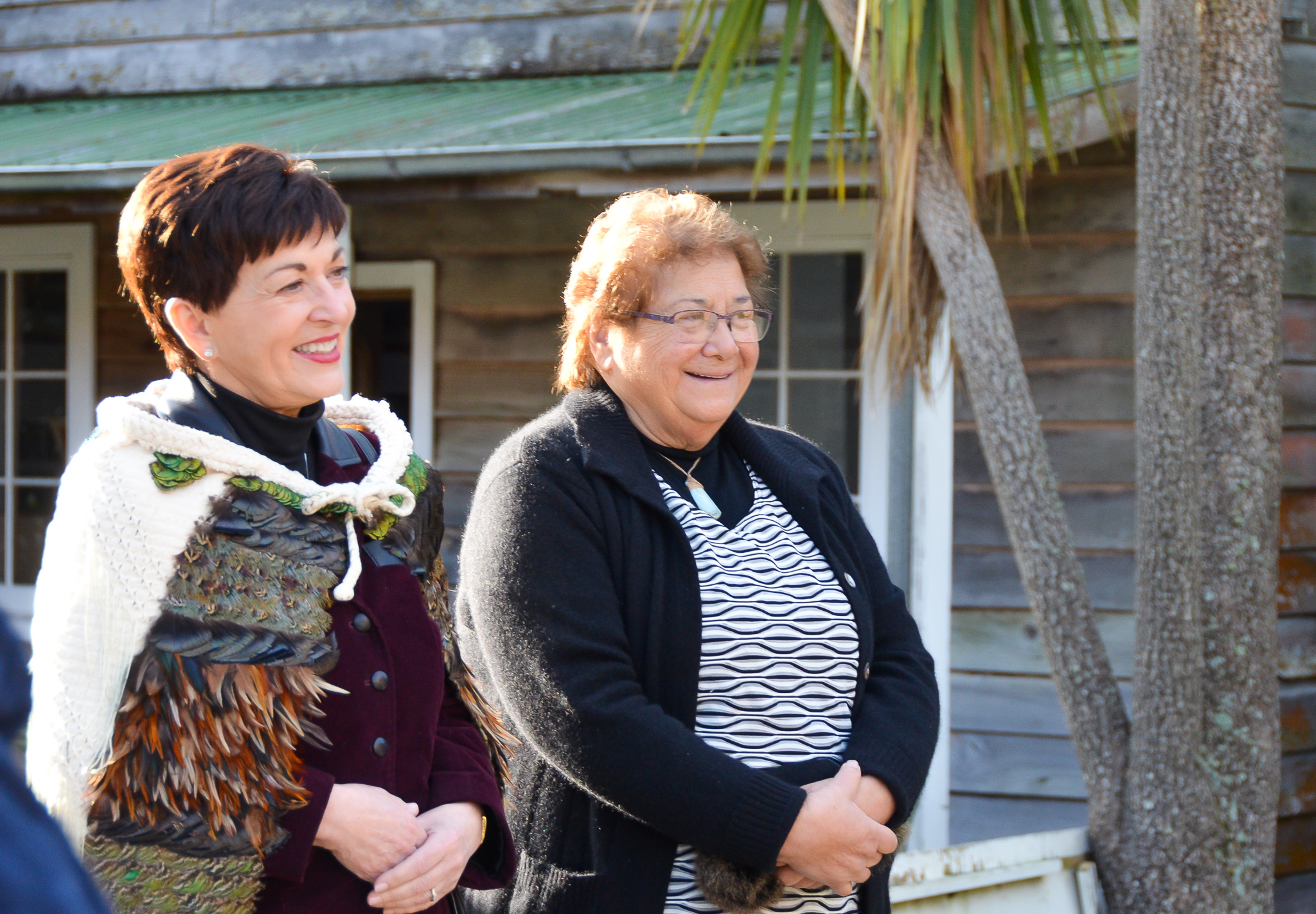
Dame Patsy Reddy und Government House Kuia, Ranui Ngarimu

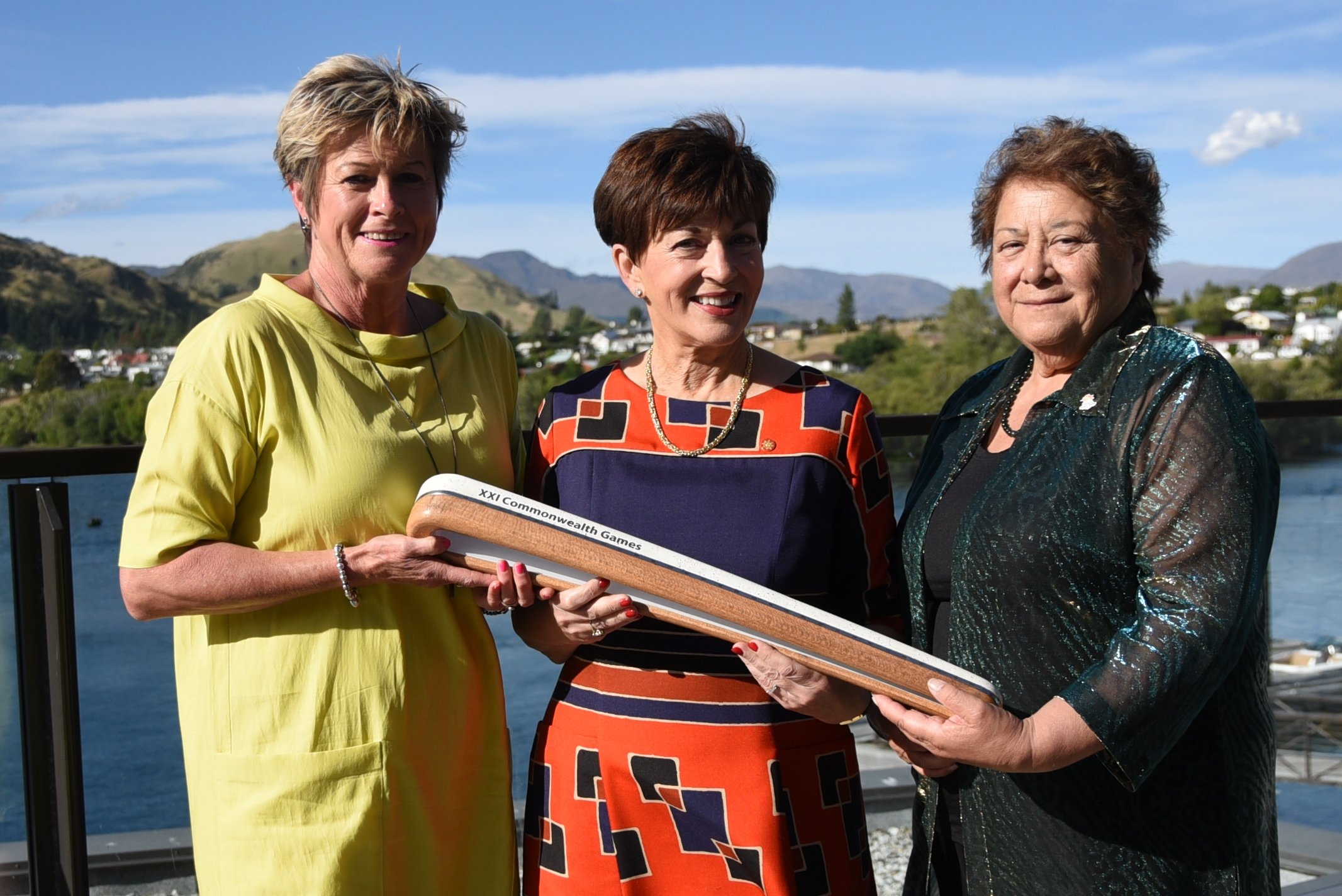
Kereyn Smith, Dame Patsy Reddy, Rānui Ngārimu und der Queen’s Baton

Ngarimu ist die Tochter von Annie Hazel Harding (Waihōpai, Ōraka Aparima) und Richard Phillips (Ngāti Mutunga). Sie heiratete Harold Carr, mit dem sie fünf Kinder bekam, bevor er 1997 verstarb. Ihr Ehemann arbeitete als Ingenieur und sie lebte mit ihm 26 Jahre in der Siedlung Ōtira. Ngārimu arbeitete ursprünglich als Hausmeisterin und Lehrassistentin an der Ōtira-Schule und gründete anschließend in Greymouth ein Erwachsenenbildungszentrum mit Schwerpunkt auf Te Ataarangi und Weberei. Sie war Mitglied des Einrichtungsausschusses des Tai Poutini Polytechnic und Mitglied der Arbeitsgruppe Post Compulsory Education and Training. Anschließend übernahm sie die Rolle der Zugangsmanagerin beim Arbeitsministerium und war anschließend die Westküstenmanagerin der ETSA. Ngārimu zog mit ihrem Ehemann nach Christchurch, wo sie Regionalmanagerin von Skill NZ Canterbury wurde und dann Regionalmanagerin der Tertiary Education Commission.
Als Vorsitzende des TRRWOA leitete sie den Webereibereich der Ausstellung Māori Art Meets America, die 2005 in San Francisco stattfand. Der Bereich wurde später als The Eternal Thread bekannt und anschließend in Portland (Oregon) und im Bundesstaat Washington gezeigt, bevor er auch in der Canterbury Art Gallery ausgestellt wurde. Zusammen mit ihrer Schwester Miriama Evans veröffentlichte Ngārimu 2006 das Buch The Art of Māori Weaving basierend auf einer Ausstellung über Māori-Weberei im Pātaka-Museum in Porirua. Es gehörte zu den Finalisten bei den Montana Book Awards.
Ngārimu wurde 2008 offiziell als Webmeisterin anerkannt, als sie in die Kāhui-Whiritoi-Gruppe von Te Roopu Raranga Whatu o Aotearoa berufen wurde. Sie leitete viele Webprojekte, neben Geschenken für die königliche Familie den Umhang des neuseeländischen Fahnenträgers bei den Olympischen Spielen und ein Kākahu für den Bürgermeister und die Stadt San Francisco. 2013 begleitete Ngārimu den neuseeländischen Māori-Anführer der Ngāi Tahu und Ngāti Kurī, Mark Solomon, und den damaligen Premierminister John Key in die Antarktis, um im Namen aller Māori ein geschnitztes Pouwhenua und Tukutuku-Tafeln auf der Scott Base zu überreichen.
Eine Auswahl ihrer Werke wurde 2021/2022 in der Christchurch Art Gallery in der Ausstellung Te Puna Waiora: The Distinguished Weavers of Te Kāhui Whiritoi gezeigt.

## Te Māhutonga

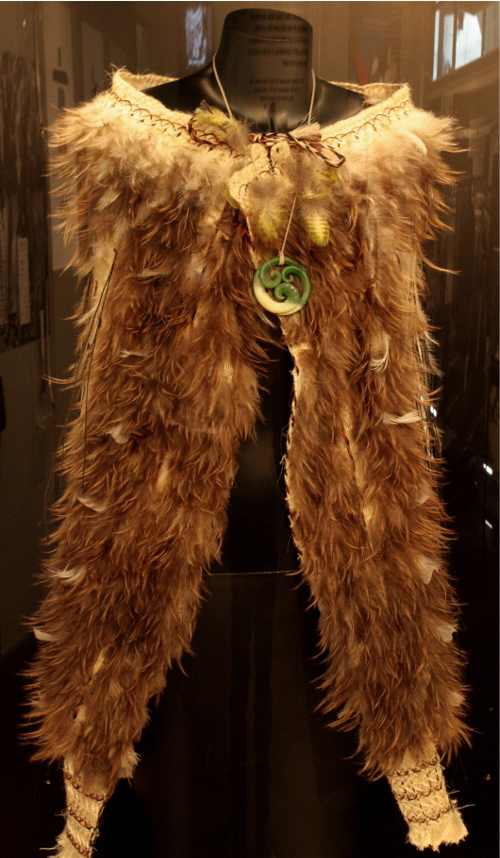
Te-Mahutonga-Umhang (Kreuz des Südens), getragen vom neuseeländischen olympischen Fahnenträger, ausgestellt im neuseeländischen Olympischen Museum

Ngārimu webte mit Te Aue Davis und mit Unterstützung von Jane Morgan, Kelly Walker, Delphina Te Tai und Iri Morunga Te Māhutonga (=Kreuz des Südens), den Umhang des Fahnenträgers der neuseeländischen Olympiamannschaft. Die Herstellung dauerte über sieben Monate und es wurden Federn von Kiwis, vom Tirke, Königsalbatros und Kakapo verarbeitet. Te Māhutonga wurde von der Königin der Maori, Te Atairangikaahu, getauft.

## Mitarbeit bei der Analyse von Te Rā, dem Māori-Segel
Von 2018 bis 2021 war Ngārimu Mitglied des Teams, das Untersuchungen zu Te Rā, dem letzten bekannten Māori-Segel, durchführte. Sie arbeitete mit Catherine Smith von der University of Otago und Donna Campbell von der University of Waikato zusammen und untersuchte das Segel aus der Perspektive der Mātauranga Māori in Kombination mit westlichen wissenschaftlichen Erkenntnissen. Seit über 200 Jahren wird dieses letzte bekannte Māori-Segel, Te Rā, im British Museum aufbewahrt. Man geht davon aus, dass es von Kapitän James Cook gesammelt wurde, seitdem blieb es im British Museum in London weitgehend vor der Öffentlichkeit verborgen. Im Rahmen eines Stipendiums des Marsden Fund untersuchte das Team das Segel mithilfe innovativer Technologien. Die interdisziplinäre Analyse von Federn, Pflanzen und Haut sowie Photogrammetrie, Reflectance Transformation Imaging und Computational Fluid Dynamics soll neue Erkenntnisse über den Ursprung und Funktion von Te Rā liefern. Gleichzeitig werden traditionelle Weber und Künstler die Webstruktur von Te Rā dokumentieren und nachbilden.

## Ehrungen (Auswahl)
- 1986: Wahl zur Frau des Jahres an der Westküste
- 2018: Creative New Zealand Ngā Tohu ā Tā Kingi Ihaka (Sir Kingi Ihaka Award)
- 2020: Officer des New Zealand Order of Merit (ONZM)[7]

## Veröffentlichungen (Auswahl)
- mit Miriama Evans: Aho Mutunga Kore. Huia Publishers, 2005, ISBN 1-86969-161-X.
- mit Miriama Evans: The Art of Māori Weaving. Huia Publishers, Wellington, N.Z. 2005, ISBN 978-1-86969-161-5.